# Orcasitas: memorias vinculantes de un barrio
Orcasitas: memorias vinculantes de un barrio es un libro escrito por Félix López Rey sobre la construcción social y física del barrio de Orcasitas en el distrito madrileño de Usera.

## Historia
Orcasitas: Memorias vinculantes de un barrio es un libro histórico que cuenta los hechos desarrollados desde la mitad del siglo XX hasta la primera década del XXI para la construcción social y física del barrio madrileño de Orcasitas. El autor, Félix López Rey es parte activa de los hechos relatados, un activista de la participación ciudadana que por ello es además el biógrafo de su historia y de los vecinos del barrio. Desde el barro de las infraviviendas construidas en precariedad al barrio actual se suceden reivindicaciones sociales y vecinales, desde la reivindicación al derecho a la vivienda, a la educación, a la sanidad. Una historia recogida en los medios de comunicación de cada momento, desde los años 1970 cuando nace la Asociación Vecinal de Orcasitas a los años de participación formal en la política.
El libro cuenta la historia de la construcción social y física del barrio mediante actividades participativas, pasando del chabolismo para reivindicar la calidad vida, mediante el derecho a una vivienda digna y una ciudad saludable. Se relata desde lo biográfico personal y colectivo con la colaboración del periodista Javier Leralta y la documentación de la hemeroteca y diversos artículos en prensa, documentos históricos,fotografías y textos de personas políticas de cada momento.
Durante los años 70 del siglo XX el barrio de Orcasitas fue foco informativo a escala mundial por sus continuas apariciones en la prensa nacional e internacional. La frase de Félix López Rey Gómez: ”El hombre ha llegado a la Luna pero en Orcasitas seguimos cagando en una lata” expresaba la situación en los barrios de la periferia sureste de la capital española. Félix López-Rey Gómez se convirtió en el referente del movimiento ciudadano participativo y vecinal en los años 1970. Luego fue concejal del Ayuntamiento de Madrid y activó la identidad de su barrio desde puestos más tradicionales.
En compañía de amigos y amigas activistas vecinales junto a compañeros y compañeras de otros ámbitos, Manuela Carmena, Juan Barranco, Rita Maestre, Tomás Fernández, los arquitectos Jesús Gago y Javier Vega, los cronistas Pedro Montoliú y Constantino Mediavilla, presentó el libro Orcasitas: memorias vinculantes de un barrio, escrito en colaboración con el periodista Javier Leralta.

## Estructura
El libro está prologado por José Luis Martínez-Almeida que introduce Orcasitas como uno de los barrios administrados por él como alcalde actual de Madrid. Continua con los "apuntes de un barrio y de un personaje" escritos por Manuela Carmena, Manuel Castells, Eduardo Leira, Manuel Montañés, Eloy Cuéllar y Ángel del Río; y una aproximación a las periferias urbanas de Javier Leralta. Después empiezan las memorias de Orcasitas, en capítulos sucesivos el libro describe a través de los recuerdos de Félix López Rey contrastados con la hemeroteca la construcción de la identidad del barrio de Orcasitas. El origen de la Asociación de Vecinos de Orcasitas, la urbanización de las periferias del barro, y sobre todo destacar la memoria vinculante, un hecho trascendental para la planificación urbana y la historia de Orcasitas.

## La memoria vinculante
En el barrio existe una Plaza de la memoria vinculante en recuerdo de este hecho trascendental en la historia del barrio y del planeamiento urbanístico. El periódico El País de 1997 recoge un artículo con motivo del 20 aniversario de la ratificación por el Tribunal Supremo (España) de la sentencia fallada por la audiencia territorial sobre la memoria vinculante del Plan Parcial del barrio de Orcasitas. Se recoge en la sentencia que la memoria de los planes es vinculante, con lo que lo recogido en la memoria del Plan Parcial es vinculante y se requiere el cumplimiento en la ejecución del planeamiento urbanístico. Un hecho ratificado el 25 de marzo de 1977 y que confería a los vecinos de Orcasitas el derecho a permanecer en su barrio.